# Gračanica (kanton środkowobośniacki)
Gračanica – wieś w Bośni i Hercegowinie, w Federacji Bośni i Hercegowiny, w kantonie środkowobośniackim, w gminie Bugojno. W 2013 roku liczyła 794 mieszkańców, z czego większość stanowili Boszniacy.